# Вільям Пірс
Пірс Вільям (англ. William Pierce, 1740-1789) — американський революціонер.
Вважають, що Пірс народився у Джорджії, штаті, який він представляв на Філадельфійському конвенті, хоча сам він часто називав себе віргінцем.
Під час війни за незалежність служив у війську, у 1783 році повернувся до Джорджії і зайнявся власним бізнесом.
На Філадельфійському конвенті тричі брав слово, рано залишив конвент. Оскільки не підписав остаточний текст, невідомо, чи справді він заперечував Конституцію.
Найбільш відомий, либонь, своїми нотатками про Конвент, у яких описав особи інших делегатів.